# John Houdi
Erik John Scheel Houdi, född Erik Johnny Scheel Lindholm den 1 november 1964 i Skellefteå, är en svensk trollkarl, buktalare, och komiker.

## Biografi
I Karlstad 1978, som 13-åring, vann han Svensk Magisk Cirkels första svenska juniormästerskap i trolleri. Våren 1979 blev han svensk juniormästare i scenmagi i Stockholm och på hösten nordisk juniormästare i Köpenhamn. Vid Nordiska Juniormästerskapen 1982 i Sandefjord vann John tre grenar och den Nordiska trofén med högre poängsumma än någon av seniorerna. Totalt har Houdi vunnit fyra svenska- och nio nordiska mästerskap i trolleri.
Sedan 1984 arbetar Houdi som fulltidsmagiker.  Bland hans uppträdande kan nämnas föreställningen A Magic Night på Berns tillsammans med ficktjuven Bob Arno hösten 1997, samt en efterföljande turné våren 1998, föreställningen A Magic and Music Experience, turnén Stjärnklart 2004 samt 2012 och Julgalan 1991 och 2006, show på lyxkryssaren M/S Fuchal. Fjällrock på Trädgårn i Göteborg 2019 mm. Houdi agerade som öppningsakt åt Julio Iglesias 2003. 
Houdi producerade en trollerilåda i början av 1990-talet, han har haft trolleriskola på mjölkförpackningar och på Kalaspuffpaket i Danmark och Sverige. 2006 producerade han en egen trolleriskola på DVD följt av en uppföljare 2009. Han har även verkat som ståuppkomiker. Han har varit vicepresident i Svensk Magisk Cirkel åren 2005 – 2007.
Vald till Årets Artist 2004 av Svenska Eventakademien. Mottagare av El Duco Award 2009 och hedersmedlem i Finska Taikapiiri  2013
Houdi är också skeptiker och föreläser om skepticism och pseudovetenskap. Han var även programledare för poddradion Skeptikerpodden från starten 2010 till 2011. Han var programledare för sin egen poddradio Radio Houdi mellan 2012 och 2017 gjorde tillsammans med Anders Hesselbom, också från Skeptikerpodden.
Han har två barn tillsammans med Jeanette Houdi, men paret är sedan hösten 2017 skilda.

## TV-framträdande (urval)
- Allsång på Skansen
- Direkt från Berns
- Kvällen är din
- Magiskt
- Släng dig i brunnen
- Solsidan[11]
- Sommarkrysset
- Söndagsöppet
- Bingolotto[12]